# تبعیض در غنا
تبعیض در غنا (انگلیسی: Discrimination in Ghana) به کلیه اشکال و اقدامات آشکار عملی که در آن از مشارکت عامه جامعه ممانعت بعمل می‌آید، یا مقولات حقوق بشری را از برخی از مردم در جامعه غنا یا نهادهایی از آن دریغ می‌شود، گفته می‌شود. تبعیض در غنا، اگرچه همیشه اینگونه نیست، معمولاً بر پیشداوری نسبت به مردم یا فردی بدلایل زیر سوار است: دین او، قبیله، زبان، یا خصوصیات فردی از جمله به جنس، گرایش سیاسی، طبقه اجتماعی، سن و سال، توان و جاذبه جنسی. در سال ۲۰۱۳ غنا زیر خط متوسط در مورد شاخصهای پیشرفت اجتماعی قرار داشت، از جمله در مورد تحمل و انعطاف‌پذیری، تبعیض و خشونت نسبت به اقلیتها.

## اشکال مختلف تبعیض در غنا

### معلولین
در غنا نسبت به معلولین تبعیض زیادی قایل هستند. تعداد کمی از مؤسسات آموزشی دانشجوی معلول را می‌پذیرند یا برای چنین دانشجویانی حتی در موارد جزئی شرط و شروط قائل می‌شوند، برای مثال نسبت به دانشجویانی که قادر به بالا رفتن از پلکان نباشند. ساختمانهای دولتی و عبادتگاه‌ها اکثراً فاقد چنین امکاناتی هستند. پیرانی که مشکل روانی دارند در مراکز ویژه بنام اردوگاه‌های عبادت نگهداری می‌شوند. در برخی نواحی اگر در نوزادی علامتی از تغییر شکل در اعضای بدن وی مشاهده شود آنرا از ترس اینکه به سایر اعضای خانواده سرایت نکند، می‌کشند.

### مؤسسات آموزشی
اجرای مراسم عبادی بنام نماز لرد در تمام سطوح ابتدائی و عالی آموزشی اجباری است. بعلاوه اجرای دعای صبحگاهی توسط مسیحیان قبل از شروع کلاسها مورد اعتراض مسلمانان غنا می‌باشد.

### محل کار و استخدام
زنان مسلمان از پوشش روسری در محیطهای خصوصی و نیز در ادارات دولتی ممنوع هستند. در ماه مارس سال ۲۰۱۵ پرستاران پلی کلینیک ماموبی در اکرا پایتخت غنا را به دلیل پوشش روسری مجازات و از آنها خواستند تا به خانه بروند و دیگر سر کار حاضر نشوند.

### مذهب
فصل ۵ قانون اساسی غنا حافظ آزادی ادیان است. در گزارش آزادی بین‌المللی مذهبی که در سال ۲۰۱۳ توسط وزارت خارجه ایالات متحده آمریکا انتشار یافت دولت غنا را در زمره کشورهایی قلمداد کرد که معمولاً به همه گروه‌های دینی احترام می‌گذارد و در هنگام بروز درگیریها به مسئولیت رهبری خود عمل می‌کند. باوجود این مدارکی در موارد مختلف وجود دارد که در برخی مدارس دولتی مربیان آشکارا علیه دانش‌آموزان به دلیل اعتقاد اسلامی آنها تبعیض قایل می‌شوند. بعد از بیانیه اسقف آگین آسار در یک مراسم دینی در سال ۲۰۱۵ که گفت: «یک کمپین مبنی بر پاکسازی مذهبی از روی زمین و اینکه ۲/۱ میلیارد مسلمان، مسیحیان را در هرکجا هدف قرار می‌دهند تا به دلیل اعتقادشان به آنها صدمه بزنند»، از جانب دولت و دیگر مسئولین تماس بسیاری گرفته شد و از رهبران مذهبی خواسته شد تا کشور غنا را آماده ایجاد تنش بین پیروان دو دین مسیحیت و اسلام نکنند. بدنبال این اسقف آگین آسار در یک مراسم مذهبی اعلام کرد «ما بیشتر از این ساکت نخواهیم ماند، زیرا برخی معتقدند که باید دیگران را کشت زیرا آنها تنها کسانی هستند که حق دارند خدای خود را بپرستند» و او اضافه کرد «باعث تأسف است که ما در صدد انجام کاری در قبال این هستیم». ملای بزرگ غنا متعاقباً ادعای وجود یک تنش بین مسلمین و مسیحیان را رد کرد و اعلام کرد «ما با هم با مسالمت زندگی می‌کنیم و همینگونه هم ادامه خواهیم داد». در سال ۲۰۱۵ در یک بیانیه مطبوعاتی، او گفتگو و دیالوگ بین مسلمانان و مسیحیان را برای حل مشکل ضروری دانست.